# Emmanuelle Vo-Dinh

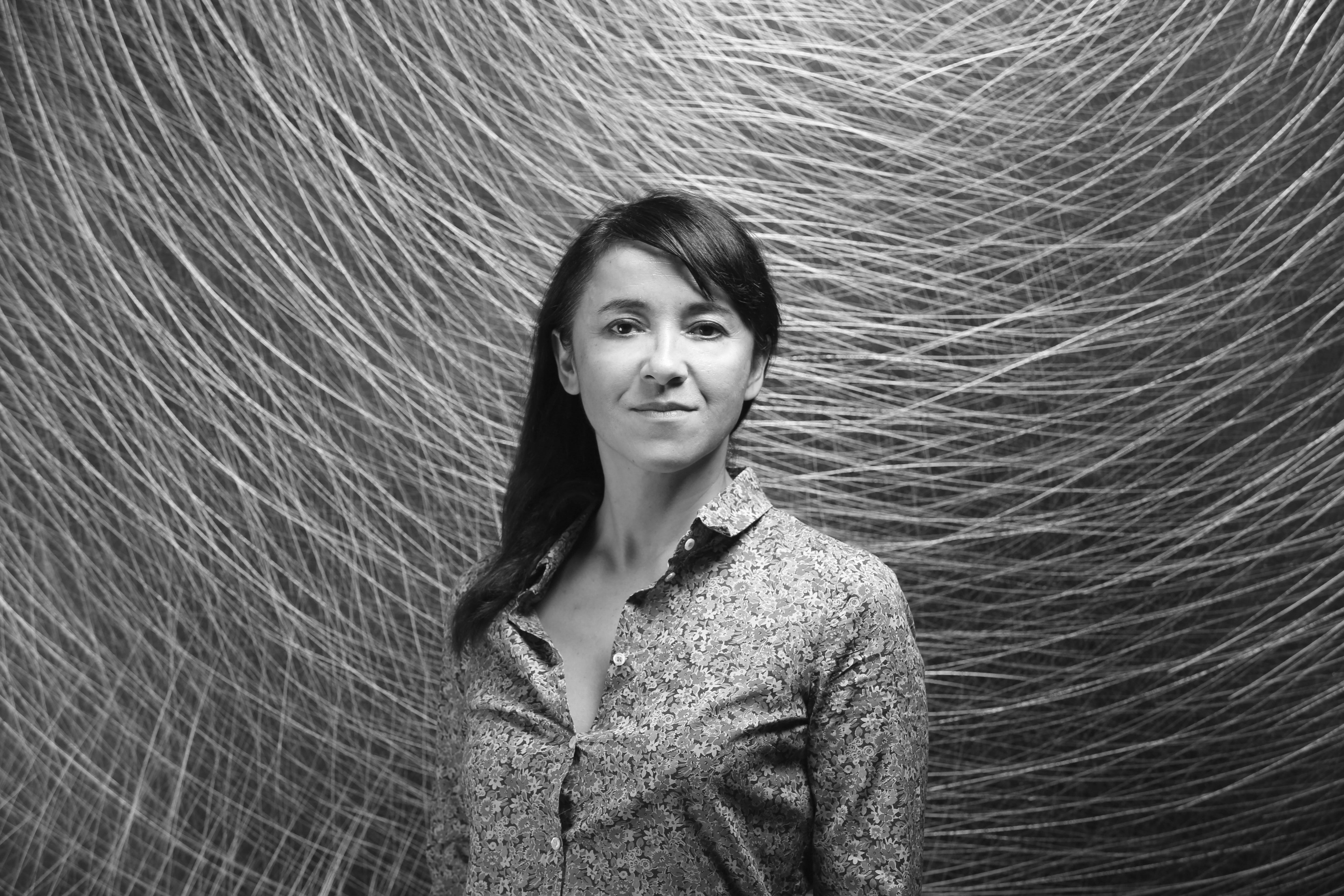
Emmanuelle Vo-Dinh en 2018.

Emmanuelle Vo-Dinh est une danseuse et chorégraphe française de danse contemporaine.

## Biographie
Emmanuelle Vo-Dinh est une chorégraphe des phénomènes qu'ils soient sociaux, physiologiques, psychologiques ou mécaniques. Elle s'empare de faits précis, les observe, les comprend puis les transforme en matériaux chorégraphiques et plastiques.
À la création de sa compagnie, Sui generis, en 1997, elle s'intéresse d'abord aux émotions. Elle passe ainsi deux mois auprès du neurologue António Damásio à Iowa City pour préparer Texture/Composite (1999). Puis elle se plonge dans les écrits de Jean Oury sur la schizophrénie, qui lui inspirent sa pièce Sagen (2001). Emmanuelle Vo-Dinh poursuit aussi un parti minimaliste répétitif (CROISéES, White light, Ici/Per.For – 2005, 2006), même ludique dans Aboli Bibelot… Rebondi (2008), jusqu’à l’épuisement dans Sprint (2013). Les rapports masculin/ féminin ainsi qu'une recherche plus formelle sur les relations entre corps, musique et voix, marquent entre autres son travail depuis 2007 (Ad Astra, Eaux-fortes, Leitmotiv). Elle s’attache aux grandes écritures musicales de Zeena Parkins, Pascal Dusapin, Gérard Grisey : également aux arts visuels. À la tête du Phare Centre chorégraphique national du Havre Normandie de 2012 à 2021, son intérêt pour les sciences s'articule progressivement à un questionnement sur la fiction et la narration, imprimant une dimension plus théâtrale à ses pièces : Tombouctou déjà-vu (Avignon 2015), Belles et bois (2016), Simon Says (2017), Cocagne (2018), La forêt de glace (2020), Attractions (2021). 
À partir de 2022 elle débute, au sein de la structure Pavillon-s, un nouveau cycle de travail qui trouve sa source dans une relation directe avec le paysage, donnant lieu à trois formes distinctes : ARCANES paysages, des performances qui s’écrivent et s’incarnent à la lumière du paysage dans lequel elles s’inscrivent (ARCANES paysage, Andé / 2022 – ARCANES paysage, Mont Saint-Michel / 2023 – ARCANES paysage, Boucle de Roumare / 2024) ; Collection ARCANES, avec deux premiers courts-métrages lauréats du dispositif de l’ONDA Écran vivant, qui ont été tournés fin août 2023 à Andé ; Routine.s, un trio dont la création aura lieu à l’automne 2024 au Théâtre, scène nationale de Saint-Nazaire. Avec ce nouveau cycle, Emmanuelle Vo-Dinh entame une recherche autour du paysage en questionnant la notion du cadrage. 
Emmanuelle Vo-Dinh a été présidente de l’Association des Centres chorégraphiques nationaux de 2013 à 2017. 
En 2014, elle est nommée Chevalier de l’ordre des Arts et des Lettres.
Elle mène aujourd'hui le projet Pavillon-s, implanté à Rouen et à Andé, qui porte son travail de création/diffusion et s'attache à déployer des projets d'invitations à d'autres artistes, dans le champ de l'expérimentation, et dans le partage avec les publics.
Elle est artiste associée au Théâtre, scène nationale de Saint-Nazaire en 2023/2024 et 2024/2025.

## Principales chorégraphies
- 1998 : Anthume ou le Membre fantôme
- 1999 : Texture/Composite
- 2001 : Sagen
- 2003 : Décompositions
- 2004 : Croisées
- 2005 : White Light
- 2006 : Ici/Per.For
- 2007 : Aboli Bibelot... Rebondi
- 2007 : Eaux fortes
- 2008 : 5'24
- 2008 : Rainbow en collaboration avec David Monceau (reprise en 2010 et 2013)
- 2009 : Ad astra
- 2009 : Fractale
- 2010 : Transire
- 2011 : Vortex
- 2013 : Leitmotiv
- 2013 : Sprint
- 2013 : Eaux-fortes (re-création)
- 2015 : En-Joy (un morceau de mon esprit) avec David Monceau
- 2015 : Tombouctou déjà-vu[2], 69e Festival d'Avignon
- 2016 : Belles et bois, avec David Monceau
- 2017 : Simon says
- 2018 : Cocagne
- 2019 : Waveparty
- 2020 : La forêt de glace
- 2021 : Attractions
- 2022 : ARCANES, paysage
- 2023 : Belles et boîtes
- 2023 : ARCANES, collection de courts-métrages
- 2024 : MIRARI
- 2024 : ORUKAMI